# Sokołów (gmina)
Sokołów – dawna gmina wiejska w powiecie stryjskim województwa stanisławowskiego II Rzeczypospolitej. Siedzibą gminy był Sokołów.
Gminę utworzono 1 sierpnia 1934 r. w ramach reformy na podstawie ustawy scaleniowej z dotychczasowych gmin wiejskich: Balicze Podróżne, Balicze Zarzeczne, Dzieduszyce Małe, Dzieduszyce Wielkie, Łany Sokołowskie, Siechów, Sokołów, Uhełna, Wola Zaderewacka i Zaderewacz.
Pod okupacją zniesiona i przekształcona w gminę Dzieduszyce Wielkie; Wola Zaderewacka i Zaderewacz włączono do gminy Morszyn.